# Campionat del Món de motocròs 1978
La temporada de 1978 del Campionat del Món de motocròs fou la 22a edició d'aquest campionat, organitzat per la FIM. El calendari oficial constava de 12 Grans Premis, celebrats entre el 9 d'abril i el 27 d'agost.
Aquella temporada s'assolí el millor resultat aconseguit mai pels fabricants catalans en la història d'aquest campionat, ja que al primer Gran Premi de la temporada, el Gran Premi d'Espanya de 250 cc celebrat al Circuit del Vallès, les tres primeres posicions foren ocupades per motocicletes catalanes: Guanyà Harry Everts (Bultaco), seguit de Jean-Paul Mingels (Montesa) i Torao Suzuki (Montesa).

## Sistema de puntuació
Barem de puntuació de 1977 a 1983:
| Posició | 1  | 2  | 3  | 4 | 5 | 6 | 7 | 8 | 9 | 10 |
| Punts   | 15 | 12 | 10 | 8 | 6 | 5 | 4 | 3 | 2 | 1  |

| Resultats que computen |
| Totes les mànegues     |

## 500 cc

### Grans Premis
| Ronda | Data        | Gran Premi                    | Lloc            | 1a mànega       | 2a mànega       | Guanyador       | Resultats |
| ----- | ----------- | ----------------------------- | --------------- | --------------- | --------------- | --------------- | --------- |
| 1     | 9 d'abril   | Gran Premi de Suïssa          | Payerne         | Heikki Mikkola  | Heikki Mikkola  | Heikki Mikkola  | Resultat  |
| 2     | 16 d'abril  | Gran Premi d'Àustria          | Sittendorf      | Brad Lackey     | Roger De Coster | Brad Lackey     | Resultat  |
| 3     | 30 d'abril  | Gran Premi de França          | Gaillefontaine  | Brad Lackey     | Heikki Mikkola  | Heikki Mikkola  | Resultat  |
| 4     | 7 de maig   | Gran Premi de Dinamarca       | Næstved         | Heikki Mikkola  | Heikki Mikkola  | Heikki Mikkola  | Resultat  |
| 5     | 21 de maig  | Gran Premi de Finlàndia       | Ruskeasanta     | Heikki Mikkola  | Heikki Mikkola  | Heikki Mikkola  | Resultat  |
| 6     | 28 de maig  | Gran Premi de Suècia          | Västerås        | Herbert Schmitz | Heikki Mikkola  | Roger De Coster | Resultat  |
| 7     | 4 de juny   | Gran Premi dels Estats Units  | Carlsbad        | Herbert Schmitz | Heikki Mikkola  | Heikki Mikkola  | Resultat  |
| 8     | 11 de juny  | Gran Premi d'Itàlia           | Gallarate       | Brad Lackey     | Heikki Mikkola  | Heikki Mikkola  | Resultat  |
| 9     | 2 de juliol | Gran Premi de Gran Bretanya   | Farleigh Castle | Heikki Mikkola  | Brad Lackey     | Brad Lackey     | Resultat  |
| 10    | 6 d'agost   | Gran Premi de Bèlgica         | Namur           | Heikki Mikkola  | Heikki Mikkola  | Heikki Mikkola  | Resultat  |
| 11    | 13 d'agost  | Gran Premi de Luxemburg       | Ettelbruck      | Roger De Coster | Heikki Mikkola  | Heikki Mikkola  | Resultat  |
| 12    | 27 d'agost  | Gran Premi dels Països Baixos | Sint Anthonis   | Gerrit Wolsink  | Gerrit Wolsink  | Gerrit Wolsink  | Resultat  |

### Classificació final
| Posició | Pilot               | Motocicleta | Punts |
| ------- | ------------------- | ----------- | ----- |
| 1       | Heikki Mikkola      | Yamaha      | 299   |
| 2       | Brad Lackey         | Honda       | 214   |
| 3       | Roger De Coster     | Suzuki      | 172   |
| 4       | Herbert Schmitz     | Maico       | 125   |
| 5       | Gerrit Wolsink      | Suzuki      | 125   |
| 6       | André Malherbe      | KTM         | 109   |
| 7       | Graham Noyce        | Honda       | 92    |
| 8       | Jaak Van Velthoven  | KTM         | 78    |
| 9       | Jean-Jacques Bruno  | KTM         | 42    |
| 10      | Ivan Van Den Broeck | Maico       | 41    |

Notes
1. ↑  127 segons altres fonts.
2. ↑  124 segons altres fonts.
3. ↑  41 segons altres fonts.
4. ↑  40 segons altres fonts.

## 250 cc

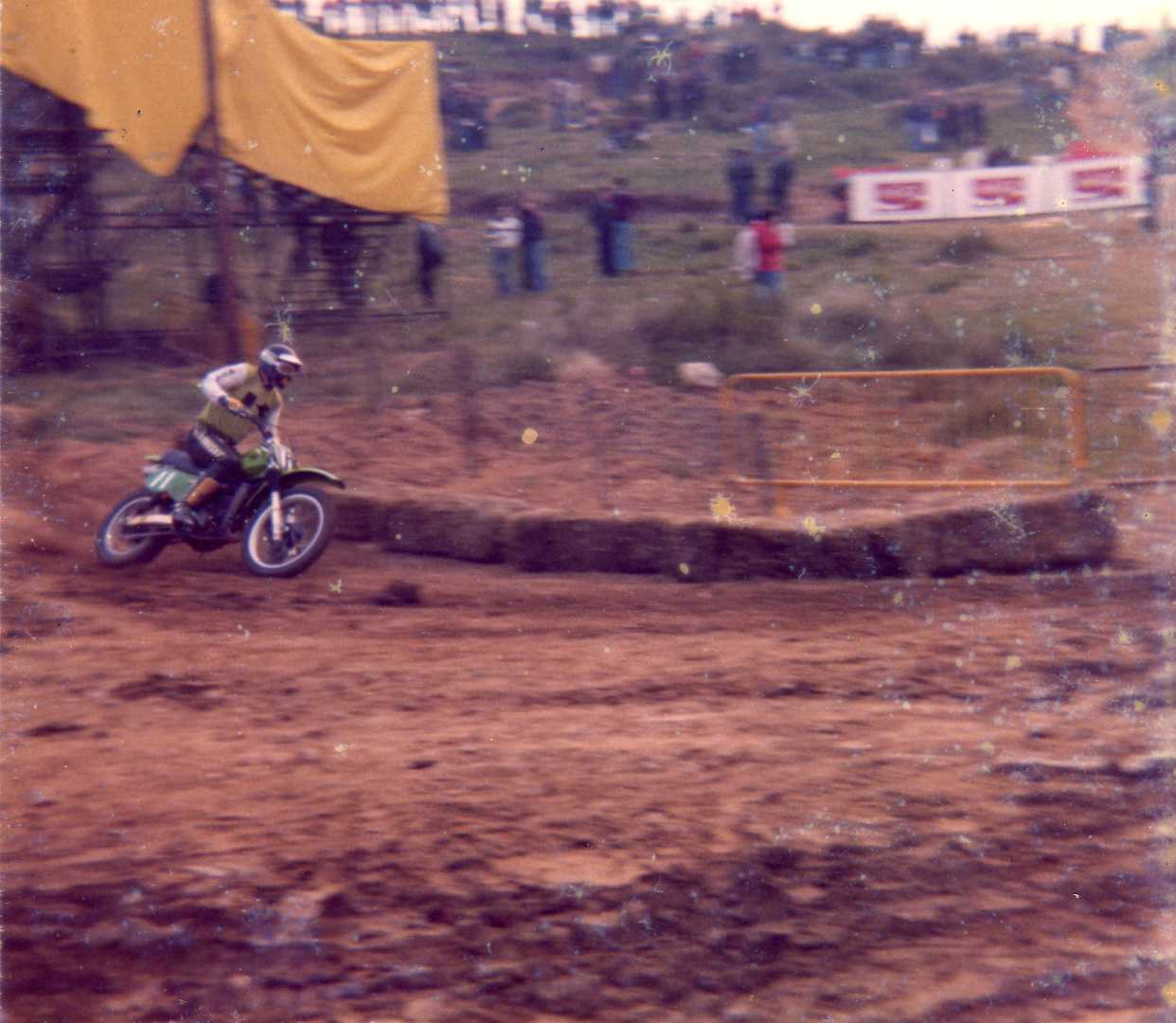
Torleif Hansen al GP d'Espanya de 250cc (Circuit del Vallès,)

### Grans Premis
| Ronda | Data         | Gran Premi                   | Lloc              | Guanyador         | Equip    | Resultats |
| ----- | ------------ | ---------------------------- | ----------------- | ----------------- | -------- | --------- |
| 1     | 9 d'abril    | Gran Premi d'Espanya         | Sabadell-Terrassa | Harry Everts      | Bultaco  | Resultat  |
| 2     | 7 de maig    | Gran Premi d'Itàlia          | Serramazzoni      | Fritz Schneider   | KTM      | Resultat  |
| 3     | 21 de maig   | Gran Premi de Txecoslovàquia | Holice            | Torleif Hansen    | Kawasaki | Resultat  |
| 4     | 28 de maig   | Gran Premi de Iugoslàvia     | Tržič             | Torleif Hansen    | Kawasaki | Resultat  |
| 5     | 4 de juny    | Gran Premi d'Àustria         | Schwanenstadt     | Jaroslav Falta    | ČZ       | Resultat  |
| 6     | 11 de juny   | Gran Premi d'Alemanya        | Beuern            | Torleif Hansen    | Kawasaki | Resultat  |
| 7     | 18 de juny   | Gran Premi de Gran Bretanya  | Kilmartin         | Guennady Moisseev | KTM      | Resultat  |
| 8     | 2 de juliol  | Gran Premi de França         | Ahun              | Vladimir Kavinov  | KTM      | Resultat  |
| 9     | 30 de juliol | Gran Premi dels Estats Units | Unadilla          | Marty Tripes      | Honda    | Resultat  |
| 10    | 13 d'agost   | Gran Premi de Suècia         | Barkarby          | Neil Hudson       | Maico    | Resultat  |
| 11    | 20 d'agost   | Gran Premi de Finlàndia      | Hyvinkää          | Torleif Hansen    | Kawasaki | Resultat  |
| 12    | 27 d'agost   | Gran Premi de l'URSS         | Jukki             | Torleif Hansen    | Kawasaki | Resultat  |

### Classificació final
| Posició | Pilot               | Motocicleta | Punts |
| ------- | ------------------- | ----------- | ----- |
| 1       | Guennadi Moisséiev  | KTM         | 182   |
| 2       | Torleif Hansen      | Kawasaki    | 153   |
| 3       | Hans Maisch         | Maico       | 152   |
| 4       | Vladímir Kàvinov    | KTM         | 151   |
| 5       | Neil Hudson         | Maico       | 130   |
| 6       | Harry Everts        | Bultaco     | 126   |
| 7       | Håkan Carlqvist     | Husqvarna   | 89    |
| 8       | Torao Suzuki        | Montesa     | 62    |
| 9       | Jaroslav Falta      | ČZ          | 61    |
| 10      | Jean-Claude Laquaye | Bultaco     | 43    |
| 11      | Raymond Boven       | Montesa     | 42    |

Notes
1. ↑  183 segons altres fonts.
2. ↑  88 segons altres fonts.
3. ↑  63 segons altres fonts.

## 125 cc

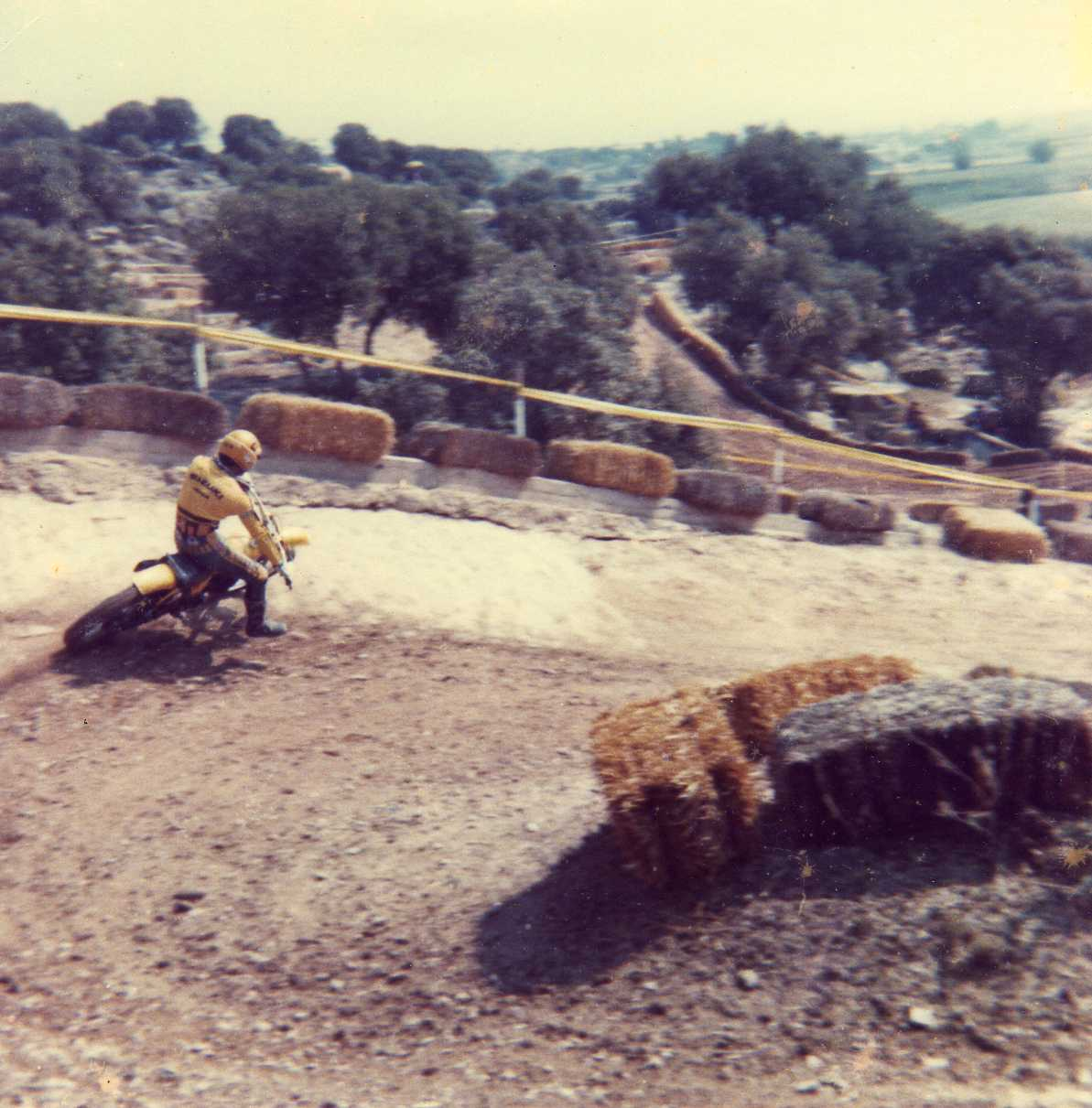
Akira Watanabe al GP d'Espanya de 125cc (Circuit del Cluet,)

### Grans Premis
| Ronda | Data         | Gran Premi                    | Lloc            | Guanyador      | Equip  | Resultats |
| ----- | ------------ | ----------------------------- | --------------- | -------------- | ------ | --------- |
| 1     | 9 d'abril    | Gran Premi d'Àustria          | Launsdorf       | Gaston Rahier  | Suzuki | Resultat  |
| 2     | 16 d'abril   | Gran Premi d'Itàlia           | San Severino    | Gaston Rahier  | Suzuki | Resultat  |
| 3     | 23 d'abril   | Gran Premi de Bèlgica         | Lanklaar-Dilsen | Gerard Rond    | Yamaha | Resultat  |
| 4     | 30 d'abril   | Gran Premi dels Països Baixos | Apeldoorn       | Gerard Rond    | Yamaha | Resultat  |
| 5     | 7 de maig    | Gran Premi de França          | Vesoul          | Gaston Rahier  | Suzuki | Resultat  |
| 6     | 21 de maig   | Gran Premi de Iugoslàvia      | Orehova vas     | Gerard Rond    | Yamaha | Resultat  |
| 7     | 28 de maig   | Gran Premi d'Alemanya         | Laubus-Eschbach | Akira Watanabe | Suzuki | Resultat  |
| 8     | 4 de juny    | Gran Premi de Suïssa          | Meyrin          | Gerard Rond    | Yamaha | Resultat  |
| 9     | 11 de juny   | Gran Premi de Polònia         | Szczecin        | Akira Watanabe | Suzuki | Resultat  |
| 10    | 27 de juliol | Gran Premi dels Estats Units  | Lexington       | Broc Glover    | Yamaha | Resultat  |
| 11    | 13 d'agost   | Gran Premi d'Espanya          | Montgai         | Akira Watanabe | Suzuki | Resultat  |
| 12    | 27 d'agost   | Gran Premi de Txecoslovàquia  | Stříbro         | Gaston Rahier  | Suzuki | Resultat  |

### Classificació final
| Posició | Pilot            | Motocicleta | Punts |
| ------- | ---------------- | ----------- | ----- |
| 1       | Akira Watanabe   | Suzuki      | 267   |
| 2       | Gaston Rahier    | Suzuki      | 248   |
| 3       | Gerard Rond      | Yamaha      | 248   |
| 4       | Siegfried Lerner | KTM         | 88    |
| 5       | Matti Autio      | Suzuki      | 80    |
| 6       | Ivan Alborghetti | Aprilia     | 77    |
| 7       | Göte Liljegren   | KTM         | 77    |
| 8       | André Massant    | Honda       | 75    |
| 9       | Jiri Churavy     | ČZ          | 70    |
| 10      | Corrado Maddii   | Beta        | 53    |

Notes
1. ↑  249 segons altres fonts.
2. ↑  90 segons altres fonts.
3. ↑  81 segons altres fonts.
4. ↑  78 segons altres fonts.
5. ↑  78 segons altres fonts.
6. ↑  76 segons altres fonts.

## Resum: Podi final 1978
|           | 500 cc          | 500 cc | 250 cc             | 250 cc   | 125 cc         | 125 cc |
| Campió    | Heikki Mikkola  | Yamaha | Guennadi Moisséiev | KTM      | Akira Watanabe | Suzuki |
| Subcampió | Brad Lackey     | Honda  | Torleif Hansen     | Kawasaki | Gaston Rahier  | Suzuki |
| Tercer    | Roger De Coster | Suzuki | Hans Maisch        | Maico    | Gerard Rond    | Yamaha |